# مشروع ذا ستارغيت
مشروع ذا ستارغيت هو مشروع ذكاء اصطناعي أمريكي مشترك، أنشأته شركة أوبن أيه آي ومجموعة سوفت بنك وشركة أوراكل وشركة إم جي إكس الاستثمارية. تخطط الشركة المشتركة لاستثمار ما يصل إلى 500 مليار دولار أمريكي في البنية التحتية للذكاء الاصطناعي في الولايات المتحدة بحلول عام 2029. وقد خُطّط لذلك منذ عام 2022 وأعلن عنه الرئيس الأمريكي دونالد ترامب رسميًا في 21 يناير 2025. سجّلت الشركة في ديلاوير باسم Stargate LLC، سيكون الرئيس التنفيذي لشركة SoftBank ماسايوشي سون رئيساً للمشروع.
سمي المشروع على اسم الفيلم ستارغيت الذي أنتج عام 1994، وفيه كانت بوابات ستارغيت بوابات إلى عوالم أخرى. نظراً لحجمه الكبير، يُقارن هذا المشروع بمشروع مانهاتن.

## التاريخ
أعلن الرئيس دونالد ترامب عن المشروع في مؤتمرٍ صحفي عُقد في البيت الأبيض في 21 يناير 2025، شارك فيه سام ألتمان من أوبن أيه آي ولاري إليسون من أوراكل وماسايوشي سون من مجموعة سوفت بنك.
وصف ترامب المشروع بأنه "أكبر مشروع للبنية التحتية للذكاء الاصطناعي في التاريخ"، وأشار إلى أنه سيستخدم إعلانات الطوارئ لتسريع تطوير المشروع خاصة ما يتعلق بتنمية الطاقة.
زعم لاري إليسون أن ستارغيت يمكن أن يؤدي إلى إنتاج لقاح الرنا ضد السرطان بواسطة الذكاء الاصطناعي، وأنه يمكن تصميم مثل هذه اللقاحات "آلياً" أو بالإفادة من الذكاء الاصطناعي في غضون 48 ساعة."
بدأ المشروع باستثمارات بلغت 100 مليار دولار أمريكي، ومن المقرر أن تزيد إلى 500 مليار دولار بحلول عام 2029. مع ذلك، قال إيلون ماسك، الرئيس التنفيذي لشركة أوبن إيه آي، المنافسة لشركة xAI، إن المشروع يفتقر إلى التمويل اللازم لتلبية مستويات الاستثمار الموعودة. وقد نفى سام ألتمان هذه التصريحات لاحقاً. وصرّح رينيه هاس الرئيس التنفيذي لشركة آرم بأن الدعم المالي للمشروع "قويّ جداً". ذكر موقع "ذا إنفورميشن" أن سوفت بنك وأوبن إيه آي قد خصّصا 19 مليار دولار من رأس المال لتمويل المشروع في البداية، وسيملك كل منهما حصّة ملكية بنسبة 40% في المشروع المشترك، في حين تساهم أوراكل وإم جي إكس بـ7 ملايين مليار دولار، أما الأموال المتبقية فتُحصل من شركة تضامنية محدودة ومن خلال الاستدانة. وبحسب صحيفة فاينانشال تايمز، فإن البنية التحتية التي يجري بناؤها للمشروع ستكون حصرية لآوبن إيه آي.
تزامنًا مع الإعلان عن المشروع، وقعت مايكروسوفت وأوبن إيه آي اتفاقية جديدة تمنح مايكروسوفت حق الرفض الأول فيما يتعلق بسعة الحوسبة السحابية المستقبلية لأوبن إيه آي، مع السماح للأخيرة باستخدام موفري خدمات سحابية آخرين إذا رفضت مايكروسوفت.
يعود بدء مشروع "ذا ستارغيت" إلى عام 2024 عندما بدأت شركتا أوبن إي آي ومايكروسوفت تطوير حاسوب فائق بالذكاء الاصطناعي بقيمة 100 مليار دولار.

## بنية المشروع
تنفّذ حالياً أعمال بناء 10 مراكز بيانات في أبيلين وتكساس، aويخطط المشروع للتوسع في المزيد من الولايات، وقال ترامب إنه سيُصدر أمراً تنفيذياً للمساعدة في بناء البنية التحتية للمشروع. سيخلق المشروع الجديد أكثر من 100 ألف وظيفة في الولايات المتحدة. وقال ألتمان إن سوفت بنك ستتحمل "المسؤولية المالية" للمشروع وستتحمل أوبن إيه آي "المسؤولية التشغيلية". آرم القابضة، مايكروسوفت، إنفيديا, Oracle, and OpenAI are the key initial technology partners.

## روابط خارجية
- ترامب يعلن عن الشراكة
- الإعلان عن مشروع ذا ستارغيت (أعلنته OpenAI)